# Fatsah Ouguergouz
Fatsah Ouguergouz, est un juriste algérien. 

## Biographie

### Enfance et formation
Il est titulaire d’une licence en droit de l’Université Jean-Monnet (Saint-Étienne) et d’un doctorat en droit international délivré par l’Institut universitaire de hautes études internationales de Genève. 

### Carrière
Il a été juriste puis Secrétaire de la Cour internationale de Justice entre 1995 et 2006.
Il a été élu pour la première fois en 2006 en tant que juge de la Cour africaine des droits de l’homme et des peuples pour un mandat de quatre ans et réélu en 2010 pour un mandat de six ans. Il a été vice-président de la Cour de 2012 à 2013,.

## Ouvrages
- Fatsah Ouguergouz, La Charte africaine des droits de l’homme et des peuples : Une approche juridique des droits de l’homme entre tradition et modernité, Graduate Institute Publications, coll. « International », 1993 (ISBN 978-2-940549-37-5, DOI 10.4000/books.iheid.2184, lire en ligne)